# Parafia Ofiarowania Najświętszej Maryi Panny w Różanymstoku
Parafia pw. Ofiarowania Najświętszej Maryi Panny w Różanymstoku – rzymskokatolicka parafia należąca do dekanatu Dąbrowa Białostocka, archidiecezji białostockiej, metropolii białostockiej. Prowadzona jest przez zakon Salezjanów.

## Zasięg parafii
Do parafii należą wierni z następujących miejscowości:  Różanystok, Bity Kamień, Brzozowo, Grodziszczany, Grzebienie, Jaczno, Harasimowicze, Krugło, Łozowo, Nierośno, Nowinka, Reszkowce, Sadowo, Sławno, Stock, Suchodolina.

## Historia
Dzieje przez założeniem parafii;
Różanystok, zwany był pierwotnie Tabeńszczyzną lub Krzywymstokiem, z nadania króla Zygmunta II Augusta (przed 1572 r.) i króla Stefana Batorego z 1582 r. należał prawdopodobnie do Scypionów del Campo i był częścią większych dóbr, w skład których wchodziły także wsie Harasimowicze, Stock i Grodziszczany (Grodzisk). Następnie właścicielem Krzywegostoku został Stanisław Tabieński, od którego nabył go Kazimierz Tyszkiewicz, ten zaś testamentem z 24 września 1652 roku przekazał swemu bratankowi, Szczęsnemu Tyszkiewiczowi.
Legenda dotycząca powstania i miejscowy kult maryjny
On to właśnie w 1652 roku zamówił u malarza w Grodnie obraz Matki Boskiej i umieścił go w swoim pokoju sypialnym. Gdy od 21 listopada 1658 roku zaczęły przy obrazie dziać się wydarzenia, które uznano za cudowne, przeniesiono go do innego pokoju we dworze. Gdy obraz stał się już obiektem miejscowego kultu Szczęsny i Eufrozyna Tyszkiewiczowie herbu Leliwa postanowili zbudować dla niego kaplicę. Tyszkiewiczowie zadbali też o sprowadzenie do swych włości dominikanów. W 1661 roku zbudowali klasztor, a zakonników zobowiązali do sprawowania pieczy nad obrazem i coraz liczniej garnącymi się doń pielgrzymami. Wizerunek Matki Boskiej został poświęcony w uroczystość Ofiarowania Najświętszej Maryi Panny, dokładnie w czwartą rocznicę pierwszego z wydarzeń, 21 listopada 1662 r. Aktu tego dokonał kanclerz kurii biskupiej wileńskiej, ks. Kazimierz Jan Wojsznarowicz. W tym czasie, czyli między rokiem 1658 a 1662, nastąpiła zmiana nazwy miejscowości, którą odtąd zaczęto określać mianem Różanegostoku.
Budowa kościoła
Kult obrazu Matki Boskiej Różanostockiej zatwierdził oficjalnie w 1668 roku bp wileński Aleksander Kazimierz Sapieha i kwitł do tego stopnia, że w 1759 roku dominikanie rozpoczęli budowę nowego, murowanego kościoła wzorowanego na jezuickiej świątyni w Grodnie. W 1785 roku kościół konsekrował sufragan wileński, bp Tomasz Ignacy Zienkowicz, chociaż świątynia nie była jeszcze wykończona, brakowało kopuły i wież. Budowę wkrótce ukończono, ukończono też w 1794 r. budowę murowanego klasztoru.
Okres zaborów
Gdy w wyniku trzeciego rozbioru Polski Różanystok znalazł się na 12 lat w zaborze pruskim, a nowe władze zabrały na skarb państwa uposażenie konwentu – włości Stock, zakonnicy zaczęli zabiegąć o utworzenie parafii. W 1811 roku abp Stanisław Bohusz Siestrzencewicz, metropolita mohylewski, erygował parafię przy istniejącym tu już kościele i klasztorze dominikańskim. 
Zamknięcie klasztoru
W 1846 roku władze carskie zamknęły klasztor, a zakonników wypędziły do innych konwentów. Opiekę nad świątynią i parafią przejęli księża diecezjalni. Po 30 latach, w ramach represji po powstaniu styczniowym, 15 września 1866 roku rząd rosyjski zabrał kościół katolikom i zlikwidował parafię. Świątynię z cudownym obrazem przekazano duchownym prawosławnym, którzy zaadaptowali świątynię dla potrzeb obrządku wschodniego, a na wieżach pojawiły się charakterystyczne dla świątyń prawosławnych cebulaste kopuły.
W 1901 roku Różanystok wraz z całym kompleksem klasztornym przekazano mniszkom prawosławnym z Grodna. Wówczas zrealizowano najwięcej inwestycji, ale też dokonano największych dewastacji w kościele. Zburzono dwa boczne ołtarze: św. Jacka oraz świętych Apostołów Piotra i Pawła, zniszczono organy i dzwony. Wtedy też powstała tzw. cerkiew zimowa, klasztor (tzw. Drapieżnik) i inne zabudowania. W sierpniu 1915 roku, wobec nadciągających wojsk niemieckich, mniszki ewakuując się z Różanegostoku, zabrały ze sobą słynący łaskami obraz Matki Boskiej. W trakcie działań wojennych klasztor zamieniono na koszary, kościół służył za magazyn. Bezpośrednio po wkroczeniu Niemców katolicy rozpoczęli starania o odzyskanie kościoła, ale przekazano im go dopiero pod koniec okupacji. 
Okres międzywojenny
W listopadzie 1918 roku świątynia została przekazana duchowieństwu katolickiemu. Pierwszym proboszczem odrodzonej parafii został ks. Witold Sarosiek. Przy przychylnej postawie biskupa wileńskiego i dzięki zabiegom proboszcza, do Różanegostoku przybyli W listopadzie 1919 roku do Różanegostoku przybyli salezjanie, którzy przejęli parafię i rozwinęli intensywną działalność oświatową i wychowawczą. Starali się też o odzyskanie wywiezionego obrazu Matki Boskiej. Gdy zabiegi te nie odniosły skutku, zamówili nowy obraz na wzór poprzedniego. Uroczyste wprowadzenie do świątyni nowego obrazu Matki Bożej, namalowanego w warszawskim zakładzie Włodzimierza Tura miało miejsce 8 września 1929 r. Okazało się, że kult Matki Boskiej Różanostockiej nadal jest bardzo żywy. 
Dzieje współczesne
28 czerwca 1981 roku odbyła się koronacja obrazu koronami papieskimi, a uroczystościom przewodniczył kard. Franciszek Macharski w obecności abpa Henryka Gulbinowicza z Wrocławia i ordynariusza białostockiego bpa Edwarda Kisiela. W 1988 roku Ojciec Święty Jan Paweł II nadał kościołowi tytuł bazyliki mniejszej.

## Kościół parafialny
- Bazylika Ofiarowania Najświętszej Maryi Panny w Różanymstoku

## Proboszczowie
Proboszczowie parafii od 1018

1919–1921. ks. Walenty Kozak.
1922–1930. ks. Walenty Wieczorek.
1930–1934. ks. Walenty Żydek,
1934–1938. ks. Franciszek Cofałka.
1938–1945. ks. Teodor Cichos.
1945–1947. ks. Józef Gorczaty.
1947–1952. ks. Stanisław Chomiuk.
1952–1956. ks. Edward Bańdo.
1956–1966. ks. Kazimierz Głąb.
1966–1969. ks. Stanisław Halagiera.
1969–1976. ks. Władysław Szulejko.
1976–1982. ks. Tadeusz Kujawa.
1982–1988. ks. Antoni Rafało.
1988–1994. ks. Marian Żuk.
1994–2000. ks. Lucjan Dąbrowski.
2000–2009. ks. Sławomir Goworek.
2009–2012. ks. Stanisław Kutwiński.
2012– ks. Adam Wtulich.